# Sogny-en-l'Angle

Sogny-en-l'Angle este o comună în departamentul Marne, Franța. În 2009 avea o populație de 42 de locuitori.